# ريك ماكان
ريك ماكان هو لاعب هوكي الجليد كندي، ولد في 27 مايو 1944 في هاميلتون في كندا، وتوفي في 3 سبتمبر 2013.

## وصلات خارجية
- ريك ماكان على موقع دوري الهوكي الوطني (الإنجليزية)
- ريك ماكان على موقع EliteProspects.com (الإنجليزية)
- ريك ماكان على موقع HockeyDB.com (الإنجليزية)
- ريك ماكان على موقع Hockey-Reference.com (الإنجليزية)